# Augusto Santos Silva
Augusto Ernesto Santos Silva (Miragaia, 20 de agosto de 1956) es un político portugués y profesor universitario. A partir de marzo de 2022 se desempeña como presidente del parlamento portugués.
Licenciado en Historia por la Facultad de Letras de la Universidad de Oporto desde 1978, y Doctor en Sociología, Departamento de Sociología en el Instituto Superior de Estudios Laborales y de Negocios desde 1992. Es profesor en la Facultad de Economía de la Universidad de Oporto, donde comenzó a enseñar en 1981. 
Entre los puestos que ha ocupado, destacar que ha sido miembro del Consejo Nacional de Educación (1996-1999), Vocal de la Comisión del Libro Blanco de la Seguridad Social (1996-1998), representante de Portugal en el Proyecto de Educación para la Ciudadanía Democrática del Consejo de Europa (1997-1999), Presidente del Consejo Científico y decano de la Universidad de Oporto (1998-1999) y miembro de la Junta Directiva de la Fundación Joseph Fontana (2002-2005). 
Comenzó su actividad política de joven con la incorporación a grupos de inspiración trotskista. En la revolución de los claveles fue militante UOR - União Operária Revolucionária, que más tarde se integró en la Liga Comunista Internacionalista. En 1976 apoyó la candidatura de Otelo Saraiva de Carvalho a la Presidencia; en 1980 apoyó a Ramalho Eanes: en 1985 a Maria de Lurdes Pintasilgo, en la primera ronda y Mario Soares en la segunda. En 1990 ingresó en el Partido Socialista de Portugal, por el que fue elegido diputado a la Asamblea de la República en 1995, y se incorporó al XIV Gobierno como Secretario de Estado para la Administración Educativa (1999-2000), Ministro de Educación (2000 -2001) y Ministro de Cultura (2001-2002), y en el XVII Gobierno Ministro de Asuntos Parlamentarios (2005-2009), siendo desde este último año Ministro de Defensa Nacional del XVIII Gobierno. 
Ha publicado varios libros, siendo el más reciente  A Sociologia e o Debate Público: Estudos sobre a Relação entre Conhecer e Agir (2006). Ha colaborado habitualmente con la prensa, incluyendo la gaceta cultural del Jornal de Notícias (1978-1986) y como columnista para el diario portugués Público (1992-1999 y 2002-2005).
En el mes de junio de 2006 asistió a la secreta reunión del grupo Bildelberg llevada a cabo en Hotel Brookstreet de la ciudad de Otawa, en Canadá.